# Víctor García Guadarrama
Víctor Jesús García Guadarrama (Las Palmas de Gran Canaria, 6 febbraio 1980) è un allenatore di pallacanestro spagnolo.

## Carriera
García ha iniziato la sua carriera nelle giovanili del Gran Canaria, passando poi in prima squadra nella stagione 2010-2011 come assistente di Pedro Martínez, rimanendo per nove stagioni come vice allenatore, nonostante i cambi di allenatore.
Il 4 dicembre 2018, dopo l'esonero di Salva Maldonado, García assume l'incarico di allenatore ad interim.
Due giorni dopo, García allena la sua prima partita come capo allenatore, portando la squadra alla vittoria contro l'Olimpia Milano in un match valido per la fase iniziale dell'Eurolega.
Il 10 dicembre 2018, García viene confermato come capo allenatore fino al termine della stagione.

## Palmarès
- Supercoppa spagnola: 1

Gran Canaria: 2016